# Lawinenkatastrophe von 1954 in Vorarlberg
Die Lawinenkatastrophe von 1954 in Vorarlberg hatte ihren Schwerpunkt im Großen Walsertal, dort besonders die Gemeinden Blons, Sonntag, Fontanella und St. Gerold. Sie umfasste auch das Montafon, dort besonders Bartholomäberg, das Klostertal, dort besonders Dalaas, den Bregenzerwald, dort besonders Mellau und Hittisau.

## Übersicht
Zwischen dem 10. und dem 12. Jänner 1954 ereigneten sich etliche Lawinenabgänge, denen extreme Schneefälle vorausgegangen waren. Die Schadensbilanz war erschreckend, ca. 280 Personen wurden verschüttet, von denen 125 ihr Leben verloren.
Am extremsten war es im Großen Walsertal und dort vor allem in der Gemeinde Blons, wo von zwei Lawinen ein Drittel der Häuser zerstört und insgesamt 57 Menschen getötet wurden. Die Überlebenden mussten teils schwer verletzt zwei Tage lang auf Hilfe warten. In den ebenfalls im Großen Walsertal liegenden Gemeinden Sonntag, Fontanella und St. Gerold kamen insgesamt 13 Menschen ums Leben. Außerhalb des großen Walsertales war die Gemeinde Bartholomäberg stark betroffen, wo bei zwei Lawinenabgängen 18 Menschen den Tod fanden.

## Meteorologie und Folgenanalyse
Der Winter 1953/1954 begann sehr mild. Noch am 9. Dezember 1953 war es ungewöhnlich warm, Frühlingsblumen sprossen. Ab dem 8. Jänner 1954 setzte Schneefall in einer Stärke ein, wie es die Einwohner vorher nicht erlebt hatten. Binnen 24 Stunden fielen bis zu 2 Meter Neuschnee. Die großen Mengen Neuschnee konnten sich bei den zuvor herrschenden Temperaturen nicht mit dem Untergrund verbinden, und die Lawinengefahr spitzte sich zu.
Schon am Morgen des 10. Jänner setzten erste Lawinenabgänge ein. In den drei Tagen bis zum 12. Jänner gingen ca. 400 Lawinen ab, davon 150 Schadlawinen. Dadurch wurden rund 280 Personen verschüttet und etwa 600 Wohn- und Wirtschaftsgebäude zerstört. Den Tod fanden 125 Personen wie auch 500 Stück Groß- und Kleinvieh. Die Bergungs- und Wiederaufbauaktionen konnten nur durch internationale Hilfe und große Anteilnahme der Öffentlichkeit bewältigt werden.
Beachtlich für die damalige Zeit war die bald einsetzende und lang anhaltende internationale Rettungsaktion bzw. Unterstützung der Opfer. Zudem wurde als Konsequenz aus der Lawinenkatastrophe mit dem Bau umfassender Lawinenverbauungen in den österreichischen Alpen begonnen. In Blons wurde ein Lawinendokumentationszentrum errichtet, wo Wissenswertes über die Lawinenkatastrophe präsentiert wird, sowie drei Themenwege zum fünfzigjährigen Gedenken errichtet (Leusorgweg, Schutzwaldweg und Verbauungsweg).

## Ereignisse in den einzelnen Regionen

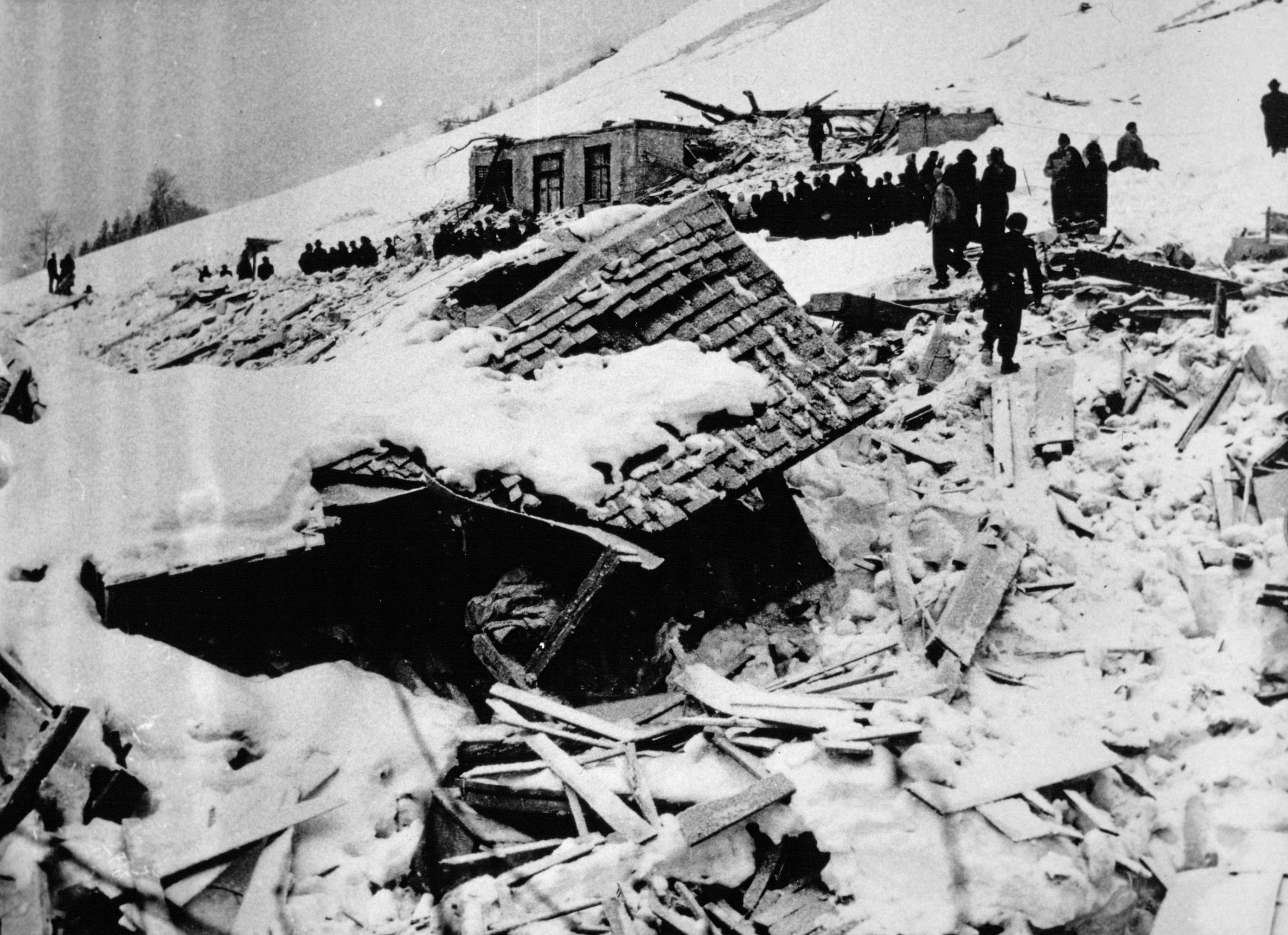
Lawinenunglück in Blons, 1954

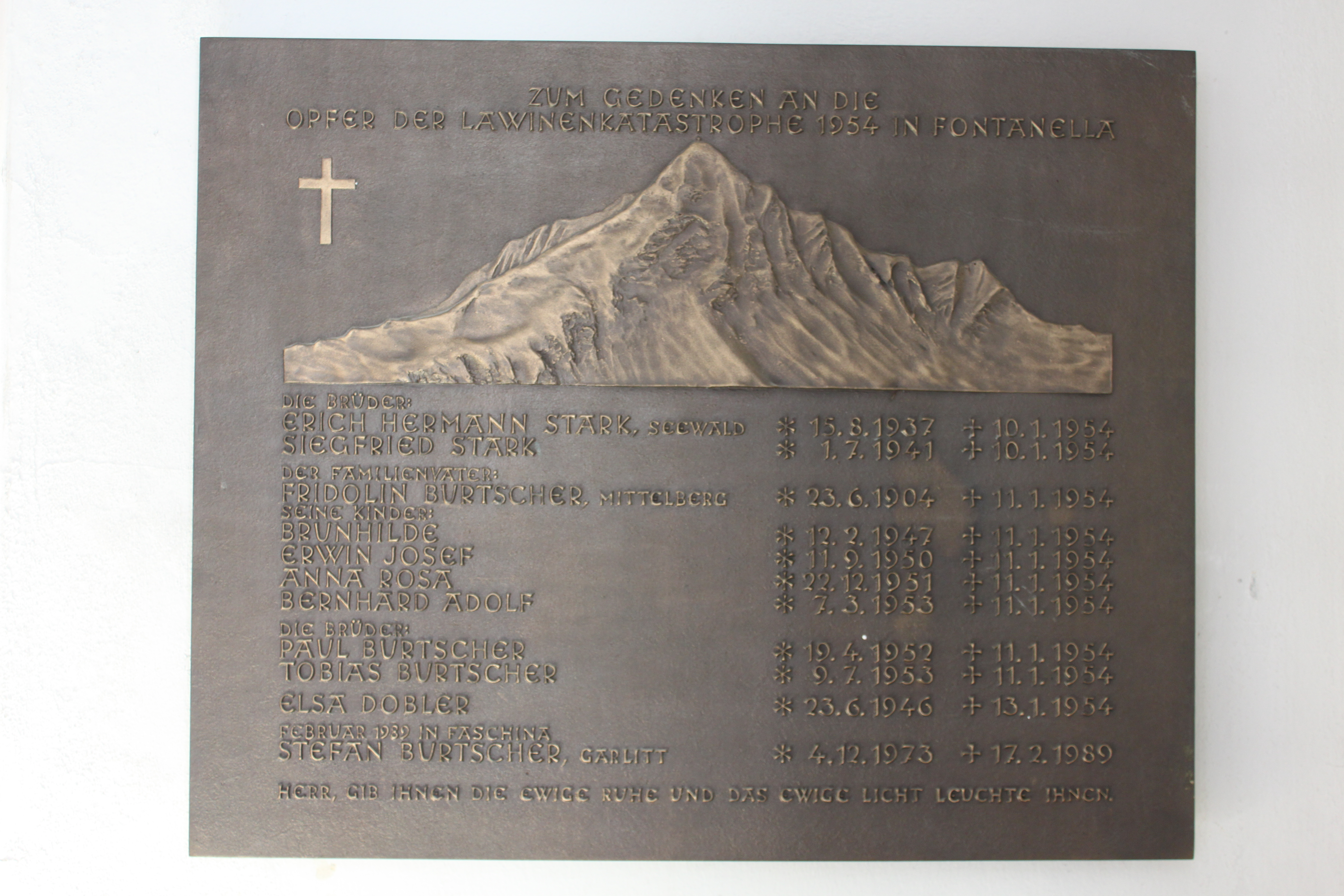
Gedenktafel für die Opfer von Fontanella

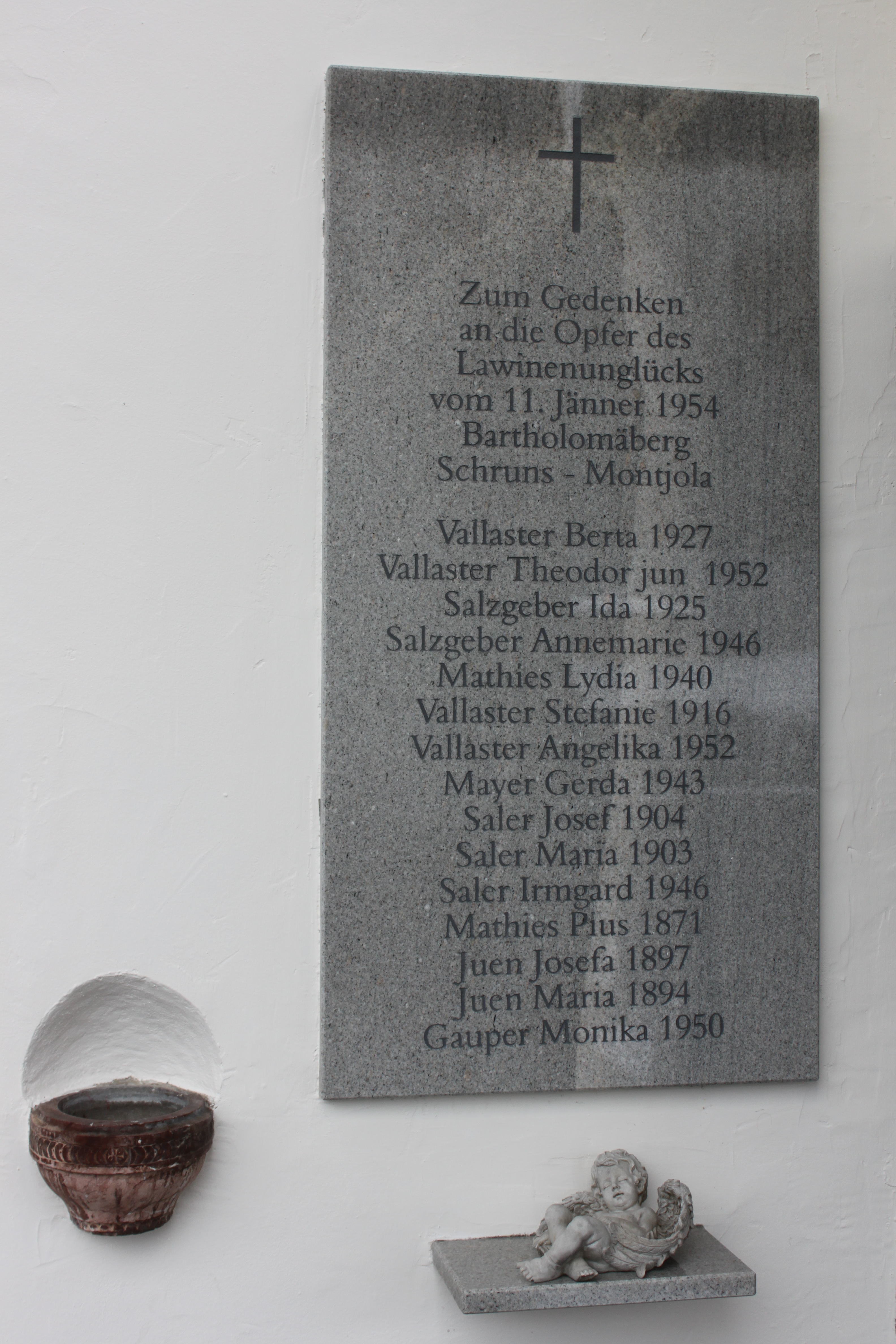
Gedenkstein für die Opfer von Bartholomäberg und Schruns

### Großes Walsertal
Am Morgen des 10. Jänner forderte eine Lawine im Seewaldtobel bei Fontanella im Großwalsertal zwei erste Todesopfer.
Am 11. Jänner um 10 Uhr wurden am Falvkopf oberhalb von Blons während starken Schneefalls 82 Bewohner von 14 Höfen im Ortsteil Walkenbach von einer ersten Staublawine verschüttet. 34 von ihnen starben. Am Abend desselben Tages, ca. 19:30 Uhr, löste sich am Mont Calv eine weitere Lawine und begrub 43 Menschen. Davon starben 22 Personen. 
Die ersten Helfer kamen am 12. Jänner aus dem zunächst alarmierten Nachbarort St. Gerold.
In den anderen sonnenseitig gelegenen Gemeinden des Großen Walsertals kosteten Lawinen in Sonntag und Fontanella zehn und in St. Gerold drei Menschenleben. Das Lawinenunglück betraf fast jede Familie im Großen Walsertal.

#### Ablauf zur Gemeinde Blons
In der Vorarlberger Berggemeinde Blons lebte man schon lange, wie in der ganzen Region, überwiegend von der Viehwirtschaft, was auch zur allmählichen Verringerung der Bannwaldflächen (Schutzwald) führte. In der Nacht vom Sonn- auf den Montag fiel im gesamten Gebiet der Strom aus. Am 11. Jänner verschüttete um 10 Uhr unterhalb des Falvkopfes die erste große Lawine 82 Bewohner in 14 Höfen.
Am Abend löste sich am Mont Calv eine weitere Lawine und begrub 43 Menschen, darunter auch viele, die der ersten Lawine entkommen waren. Einen ganzen Tag lang waren die Überlebenden in der Gemeinde Blons zunächst mit den Folgen der Tragödie allein, weil die Telefonleitungen nicht mehr funktionierten und die Straßen unpassierbar waren. Mit bloßen Händen suchten sie nach ihren Angehörigen. Die ersten Helfer kamen am 12. Jänner aus dem zunächst alarmierten Nachbarort St. Gerold.

Als die Behörden am Nachmittag dieses Tages von der Katastrophe erfuhren, setzte sofort ein Großeinsatz ein: Bereitschafts-Gendarmerie, Hilfsorganisationen, Feuerwehren und Hunderte im Radio aufgebotene Freiwillige aus dem In- und dem Ausland fuhren in das tief verschneite Walsertal. Darunter waren auch Angehörige der französischen und amerikanischen Besatzungsmacht. Es wurden erstmals in Europa Hubschrauber zur Bergung eingesetzt.

### Montafon
Neben dem Großen Walsertal waren im Montafon die Gemeinden Bartholomäberg bis Schruns stark betroffen. Bei zwei Lawinenabgängen in der Parzelle Lutt und auf der Montjola wurden 35 Personen verschüttet, von denen 18 ums Leben kamen.

### Klostertal
Am 12. Jänner starben im Klostertal am und im Bahnhof von Dalaas zehn Menschen. Dort ging eine Lawine kurz nach Mitternacht ab und traf die Lokomotive und einige Waggons eines im Schnee eingeschlossenen Personenzugs und einen Teil des Bahnhofsgebäudes. Während die Passagiere in den Waggons mit dem Schrecken davonkamen, starben im Warteraum des Bahnhofs zehn Menschen. 
Im ganzen Bezirk Bludenz wurden in der Folge 280 Haushalte mit zusammen über 1200 Personen als Lawinengeschädigte erfasst.

### Bregenzerwald
Im Bregenzerwald verloren 15 Menschen durch Lawinenabgänge das Leben. Dort waren vor allem die Gemeinden Mellau und Hittisau betroffen.

## Medien
- Sabine Zink, Gerhard Jelinek: Lawinenkatastrophe von Blons. (Dokumentation, 2010. Bei 3sat.de)
- Reinhold Bilgeri: Der Atem des Himmels. Spielfilm, 2010, 138 Min.[5][6]
- Menschen & Mächte: Dokumentation und Zeitzeugen im ORF am 6. Jänner 2012